# Фрунзенский сельский совет (Крым)
Фрунзенский сельский совет (укр. Фрунзенська сільська рада, крымскотат. Bağaylı köy şurası) — согласно законодательству Украины — административно-территориальная единица в Сакском районе Автономной Республики Крым.
Население сельсовета по переписи 2001 года — 3107 человек, площадь — 49,8 км².
К 2014 году состоял из 1 села Фрунзе.

## История
Фрунзенский сельский совет был образован в период с 1 января по 1 июня 1977 года.
С 12 февраля 1991 года сельсовет в восстановленной Крымской АССР, 26 февраля 1992 года переименованной в Автономную Республику Крым. С 21 марта 2014 года — аннексирован Россией. Законом «Об установлении границ муниципальных образований и статусе муниципальных образований в Республике Крым» от 4 июня 2014 года территория административной единицы была объявлена муниципальным образованием со статусом сельского поселения.